# سالامبیگر
سالامبیگر (به لاتین: Salambigar) یک منطقهٔ مسکونی در برونئی است که در Berakas 'B' واقع شده‌است.